# 540 до н. е.

## Події
- Битва при Алалії — карфагенський та етруський флот розбиває фокейців.

## Народились
- Амінт I
- Аппій Клавдій Сабін Інрегіллен (консул 495 року до н. е.)
- Гай Юлій Юл (консул 489 року до н. е.)
- Епіхарм
- Спурій Кассій Вісцелін